# Kiemblad

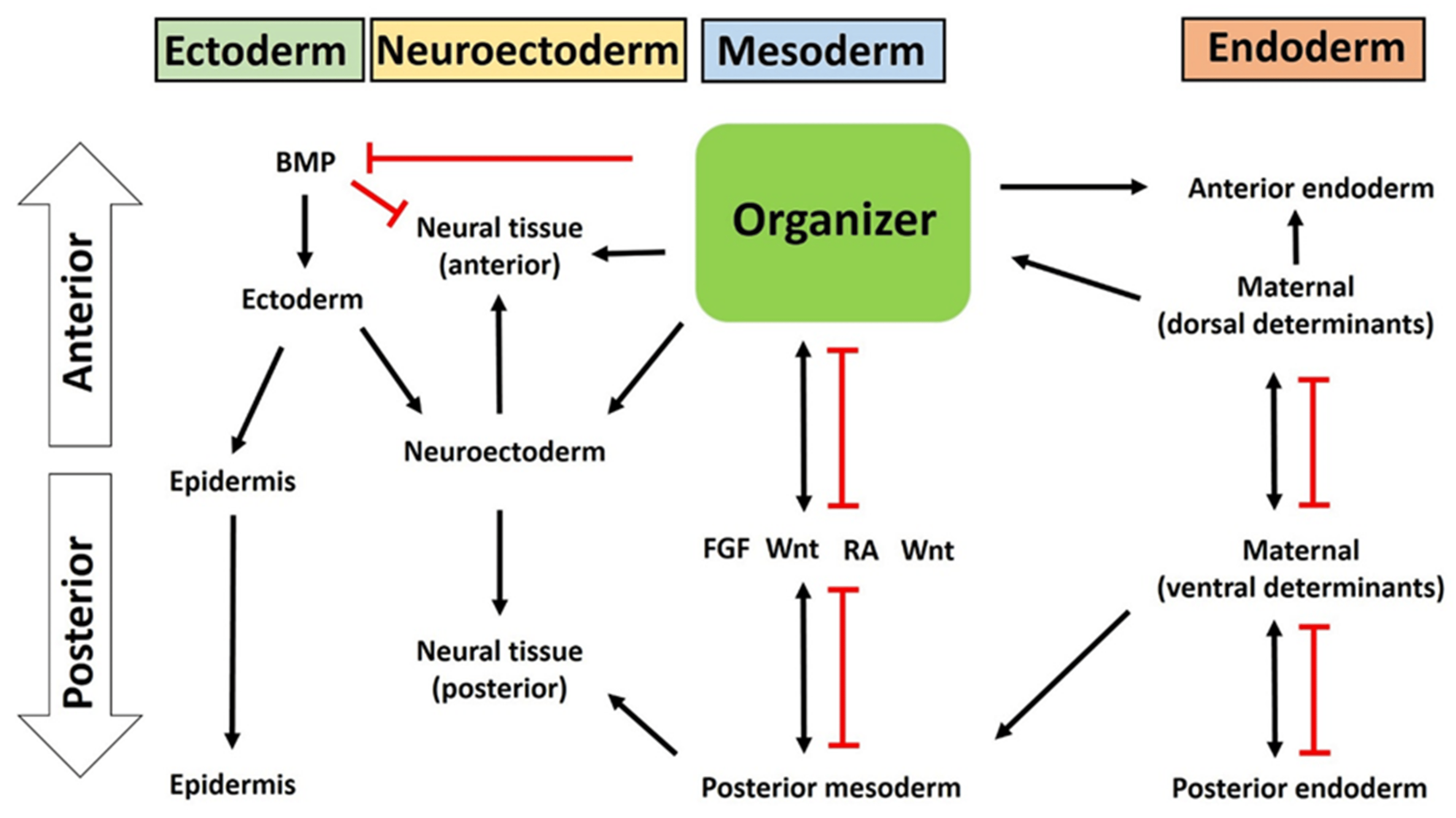
Een speculatief model van hoe de organisator kiembladspecificatie en patroonvorming induceert

Een kiemblad of kiemlaag van een embryo is een laag cellen die dezelfde oorsprong hebben in de embryogenese en die zullen uitgroeien tot specifieke lichaamsweefsels.

## Geschiedenis
Heinz Christian Pander, een Baltische Duitser-Russische bioloog, wordt gecrediteerd voor de ontdekking van de drie kiembladen die zich vormen tijdens gastrulatie. Pander behaalde zijn doctoraat in zoölogie aan de Universiteit van Würzburg in 1817. Hij begon zijn studie in de embryologie met behulp van kippeneieren, waarbij hij het ectoderm, mesoderm en endoderm ontdekte. Vanwege zijn bevindingen wordt Pander soms de "grondlegger van de embryologie" genoemd.
Pander's werk op het gebied van het vroege embryo werd voortgezet door een Baltische-Duitse bioloog uit Pruisen-Estland genaamd Karl Ernst von Baer. Baer nam Pander's concept van de kiembladen over en door uitgebreid onderzoek naar veel verschillende soorten kon hij dit principe uitbreiden naar alle gewervelde dieren. Baer kreeg ook krediet voor de ontdekking van de blastula. Baer publiceerde zijn bevindingen, inclusief zijn kiembladentheorie, in een leerboek dat zich vertaalt naar Over de ontwikkeling van dieren, dat hij in 1828 uitbracht.

## Aantal lagen
Bij de triploblasten, waaronder de zoogdieren, vormt de epiblast een derde laag tussen de epiblast en de hypoblast, het mesoderm. Er is dan een kiemschijf, die bestaat uit drie kiembladen. Tweekiembladigen (diploblastie) worden aangetroffen bij de Neteldieren, eenkiembladigen (monoblastie) bij de weefselloze Metazoa en de plakdiertje Trichoplax adhaerens.

## Ontwikkeling
Bevruchting van de eicel door een zaadcel leidt tot de vorming van een zygote (bevruchte eicel). Door de daaropvolgende klievingsdelingen (mitosen) ontstaat een embryo met enkele tientallen cellen: de morula (lat. voor 'moerbei'). In deze morula ontstaat na verloop van tijd een holte, de blastocoel. In dit stadium spreken we over de blastula. Alleen bij zoogdieren ontwikkelt de blastula zich eerst nog tot de blastocyste. Na de vorming van deze blastocyste volgt dan de gastrulatie. Bij andere meercellige dieren vindt direct na de blastulatie de gastrulatie plaats. Door reorganisatie (gastrulatie) van deze cellen migreren sommigen naar binnen door de blastoporus (oermond) en vormen dan een instulping, het archenteron ('oerdarm'). Uit de cellen die aan de buitenkant blijven, ontstaat het ectoderm. De cellen die instulpen ontwikkelen zich tot het endoderm. Het mesoderm omgeeft een belangrijke lichamelijke holte (het 'coeloom') en wordt ofwel door een uitstulping van het archenteron gevormd ('entrocoel'), ofwel door splitsing van een deel van de ectodermale cellen ('schizocoel'). Alle hogere vertebraten zijn schizocoel.

## Kiembladen in de gastrula

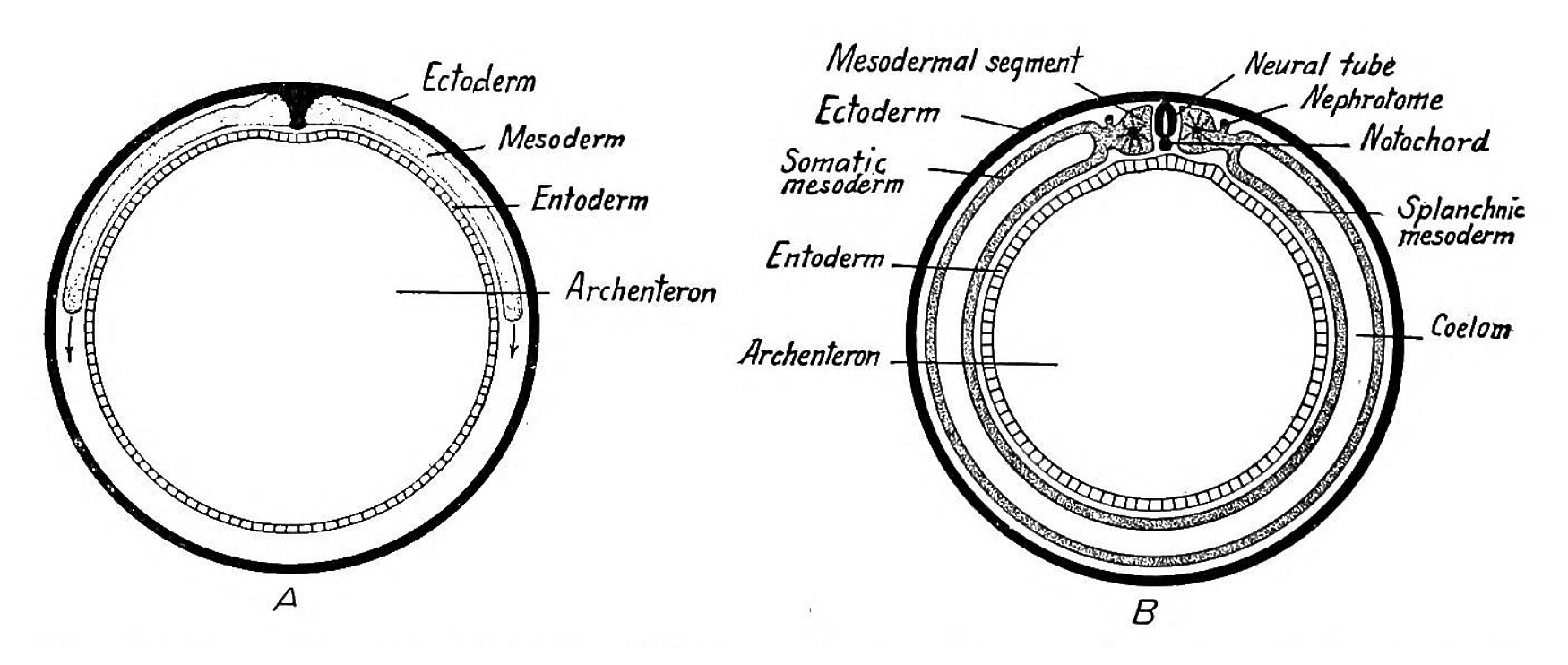
Kiembladen bij zoogdieren. Het mesoderm groeit snel rond de wand van de blastocyst (A) totdat het het uiteindelijk omringt en de twee vleugels ventraal samensmelten (B).

Van buiten naar binnen ontstaan bij de tripoblasten de volgende drie kiembladen:
- ectoderm: vormt later de huid en het zenuwstelsel.
- mesoderm: vormt later het bloed, het skelet, de spieren, het bindweefsel en het urogenitaal stelsel.
- endoderm: vormt later het spijsverteringsstelsel en de inwendige organen.

De cellen van de neurale lijst worden wel het vierde kiemblad genoemd.